# Joan Pujol Capsada
Joan Pujol Capsada (Reus, 1880 - 17 de febrer de 1942) va ser un comerciant i compositor català.
Fill de Josep Pujol, petit comerciant reusenc i de Maria Capsada, i germà de Josep Pujol Capsada, que era metge i va ser alcalde del Prat de Llobregat, va obrir un negoci d'instruments musicals al carrer de Monterols de Reus. Amb estudis de música que va seguir a Reus i a Tarragona, el 1902 era crític musical del diari republicà reusenc Las Circunstancias. Va compondre el 1903 una marxa grotesca per a banda titulada Idilio, que va fer popular la Banda de Música Municipal i es va publicar el 1908. El 1919 va compondre la sardana Pubilla del Camp, que es va seguir tocant fins als anys seixanta del segle xx i consta com una de les més populars en un inventari de la Banda Municipal de 1942. El 1920 va publicar Música de Rivière, el 1922 El pas del cigne i el 1936 Idil·lis. Va col·laborar com a crític musical en diversos periòdics locals i el 1935 i 1936 publicava articles teòrics sobre música i un recull de notes musicals dels tocs de les campanes de la Prioral de Sant Pere al periòdic local Avui. Depurat en la postguerra, va morir a Reus el 1942.